# 福良村
福良村（ふくらむら）は福島県安積郡にかつて存在した村である。現在の郡山市湖南町福良地区。

## 地理
- 現在の郡山市の南西部、旧湖南村の西部に位置する。
- 村は猪苗代湖の南岸に位置する。
- 村域は山がちな地形である。

## 歴史

### 村域の変遷
- 1889年（明治22年）4月1日 - 町村制施行により、福良村・馬入新田村が合併し安積郡福良村が発足。
- 1955年（昭和30年）3月31日 - 福良村は中野村・三代村・月形村・赤津村とともに合併し湖南村が発足。福良村は消滅。

変遷表
| 1868年 以前 | 1868年 以前 | 明治22年 4月1日 | 昭和30年 3月31日 | 昭和40年 5月1日 | 現在   |
| ----------- | ----------- | --------------- | ---------------- | --------------- | ------ |
|             | 福良村      | 福良村          | 湖南村           | 郡山市          | 郡山市 |
|             | 舘村        | 福良村          | 湖南村           | 郡山市          | 郡山市 |

## 大字
- 福良（ふくら）
- 馬入新田（ばにゅうしんでん）

## 人口・世帯

### 人口
総数 [単位： 人]
| 1889年（明治22年） | 2,084 |
| 1920年（大正 9年） | 2,461 |
| 1947年（昭和22年） | 3,051 |

### 世帯
総数 [単位： 世帯]
| 1920年（大正 9年） | 429 |
| 1947年（昭和22年） | 499 |